# Design Museum London

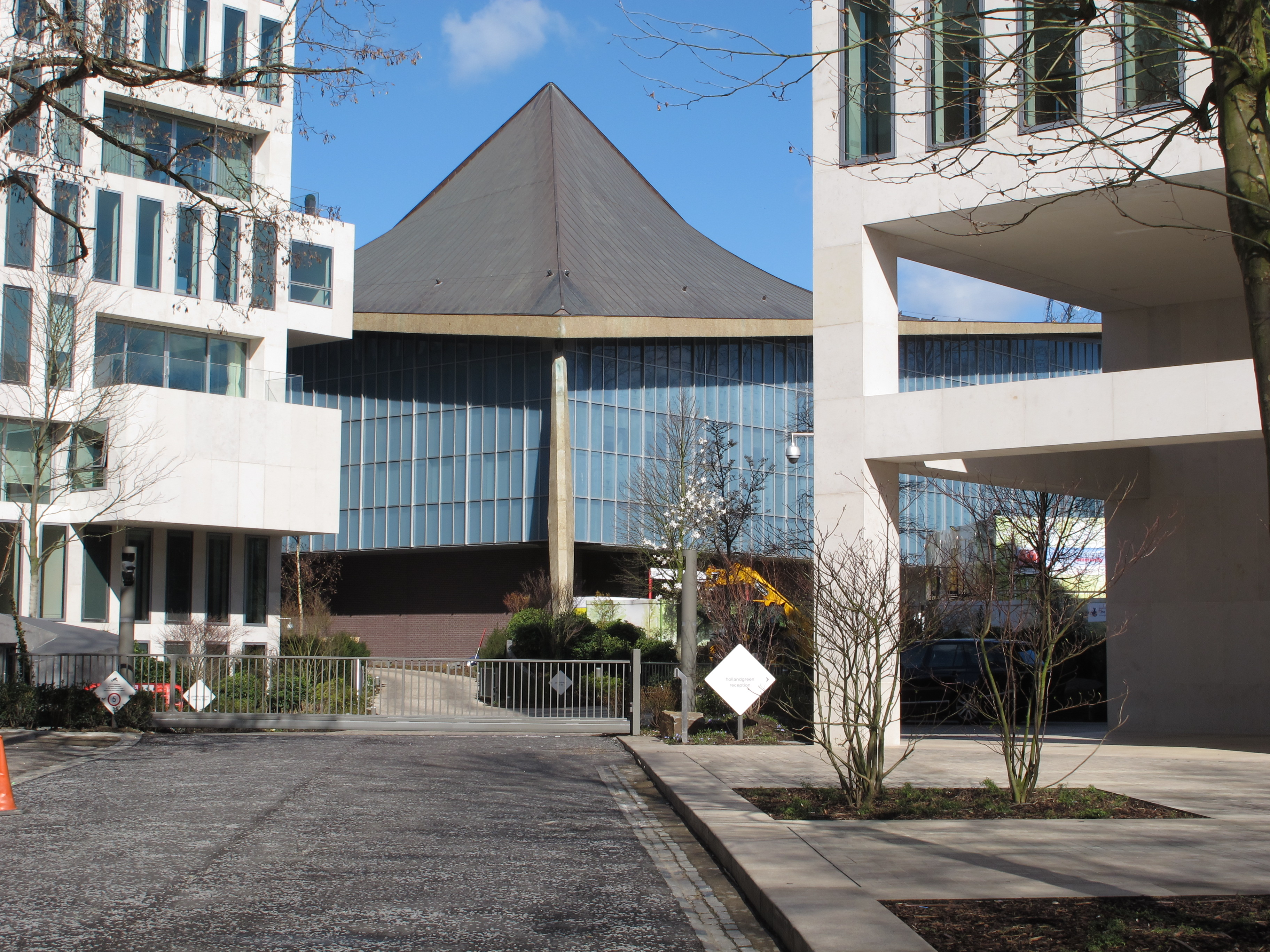
Das Design Museum, 2016

Das Design Museum in London ist ein weltweit bedeutendes Designmuseum. Es wurde 1989 gegründet und widmet sich der gesamten Bandbreite des Designs, von Innenarchitektur und Architektur über die Grafik und Mode bis zum Industriedesign.

## Geschichte
Vorgänger des von der rein privaten Conran Foundation geführten Museums war das von Sir Terence Orby Conran gegründete „Boilerhouse“ im Untergeschoss des Victoria and Albert Museums (Conran war 1964 auch Gründer des Möbelhandelsunternehmens Habitat). Aufgrund des schnellen Wachstums zog das Design Museum 1989 in ein von renommierten Designern umgestaltetes ehemaliges Bananenlagerhaus an der Themse nahe der Tower Bridge. 2024 betrug die Besucherzahl etwa 649.000 Personen.
Im Jahr 2011 wurde der Umzug des Museums vom zu klein gewordenen Standort, an dem auch keine Dauerausstellung möglich war, in den ehemaligen Sitz des Commonwealth Institute in Kensington konkret, nachdem eine Baugenehmigung durch Baubehörden und Denkmalschutz erteilt wurde. Die Finanzierung des bis 2014 sich hinziehenden Umbaus des Instituts durch Architekt John Pawson wurde durch eine Spende Conrans von 7,5 Millionen £, weitere 10 Millionen £ aus dem Verkauf der Pachteinnahmen des bisherigen Designmuseums sowie Zuwendungen aus den Einnahmen der Staatslotterie, Spenden und Zuwendungen durch die Bauträgergesellschaft, die einen Teil des Geländes als Wohnimmobilien verkaufte, erbracht.
In Zusammenarbeit mit der Londoner Kingston University bietet das Museum auch einen Master-Abschluss für Kuratoren im Designbereich an. Museumsdirektor und CEO ist seit Januar 2020 Tim Marlow (Stand September 2020).

## Ausstellungen
Die kostenfrei zugängliche Dauerausstellung Designer Maker User zeigt mit rund 1000 Objekten einen Überblick über die Sammlungen des Museums und die Entwicklungsgeschichte des modernen Designs. Jedes Jahr werden populäre Wechselausstellungen geboten. Im Museum sind oder waren so Werke zahlreicher renommierter zeitgenössischer Designer vertreten, so von Alvar Aalto, Archigram, Luis Barragan, Manolo Blahnik, Leopold Blaschka, Marcel Breuer, Luigi Colani, Christian Dior, Christopher Dresser, Alan Fletcher, Richard Buckminster Fuller, Eileen Gray, Konstantin Grcic, Jonathan Ive, Arne Jacobsen, Louis Kahn, Charles Rennie Mackintosh, Enzo Mari, Isamu Noguchi, Verner Panton, Charlotte Perriand, Frank Pick, Cedric Price, Stefan Sagmeister, Alison Smithson, Peter Smithson, Ettore Sottsass, Robert Wilson, Frank Lloyd Wright und anderen.

## Designpreis
Von 2003 bis 2006 vergab das Museum jährlich an britische bzw. aus Großbritannien stammende Designer den Preis „Design Museum's Designer of the Year“. Er war mit 25.000 £ dotiert und als der wichtigste britische Designpreis angesehen. Die Preisträger waren:
- 2003: Jonathan Ive, Designer der Apple-Produkte
- 2004: Daniel Brown, Multimediadesigner
- 2005: Hilary Cottam, Direktorin des Design Councils.
- 2006: Jamie Hewlett, Comiczeichner und einer der Schöpfer der fiktiven britischen Musikgruppe Gorillaz.

Besonders die Auszeichnung von Hilary Cottam, die auch selbst bekannte, gar keine Designerin zu sein, war umstritten. Nach dem Abgang von Direktorin Alice Rawsthorn verkündete ihr Nachfolger Deyan Sudjic eine Neuausrichtung. Seit 2008 verleiht das Museum stattdessen den vom Versicherungsunternehmen Beazley Group gesponserten Preis Beazley Design of the Year.
Der Preis wird in den Kategorien Architecture, Digital, Fashion, Graphics, Product und Transport vergeben, einer davon zum Gesamtsieger erklärt.
Bisherige Gesamtpreisträger:
- 2008: One Laptop Per Child, USA, Design: Yves Béhar von Fuseproject, für OLPC & Quanta Computer Inc.
- 2009: Poster des Präsidentschaftswahlkampfs von Barack Obama, von Shepard Fairey
- 2010: Faltbarer Netzstecker, von Min-Kyu Choi

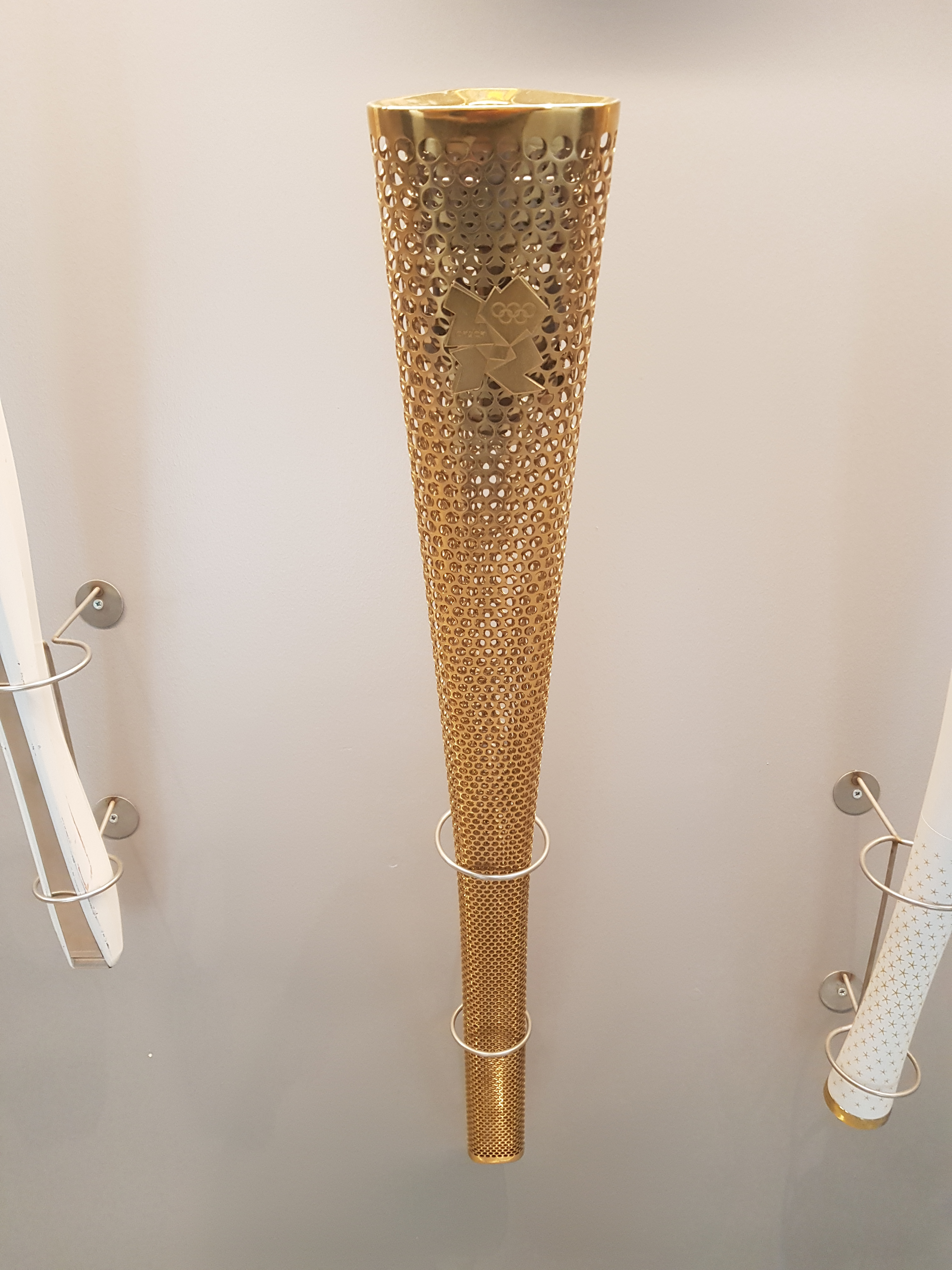
Olympische Fackel 2012

- 2011: Plumen 001, eine Energiesparleuchte. Design von Samuel Wilkinson, Konzeption und Entwurfsleitung durch das Unternehmen Hulger
- 2012: Olympische Fackel, von Edward Barber und Jay Osgerby. Auftraggeber: Organisationskomitee der Olympischen und Paralympischen Spiele in London (LOCOG). Ingenieure: Tecosim, Hersteller: The Premier Group
- 2013: Gov.uk, die Website der britischen Regierung, gestaltet vom Government Digital Service
- 2014: Heydar-Aliyev-Kulturzentrum in Baku, Aserbaidschan, von Zaha Hadid Architects
- 2015: Human Organs-on-Chips, von Donald Ingber und Dan Dongeun Huh am Wyss Institute der Harvard University
- 2016: Better Shelter, entworfen von Johan Karlsson, Dennis Kanter, Christian Gustafsson und Nicolò Barlera, in Zusammenarbeit mit der IKEA Foundation und dem UNHCR.
- 2017: National Museum of African American History and Culture, Washington, D.C.
- 2018: Forensic Architecture für die Darstellung und Untersuchung von Justizmissbrauch und internationalen Kriegsverbrechen[6]